# Телерадіовежа Кючюк Чамлиджа
41°00′59″ пн. ш. 29°03′56″ сх. д. / 41.016444444444° пн. ш. 29.065472222222° сх. д.
Телерадіовежа Кючюк Чамлиджа (тур. Küçük Çamlıca TV-Radyo Kulesi), скорочено Вежа Чамлиджа (турецька вимова: [tʃamlɯdʒa]) — телекомунікаційна вежа з оглядовими майданчиками та ресторанами на пагорбі Мала Чамлиджа в районі Ускюдар у Стамбулі, Туреччина.
Загальна висота вежі становить 369 метрів (1211 футів), з яких 221 метр (725 футів) — це 49-поверхова залізобетонна конструкція з 18 метрами (59 футами) під землею. Висота сталевої антени вежі становить 168 метрів (551 фут). Із загальною висотою 587 метрів (1 926 футів) над рівнем моря, вона є найвищою спорудою Стамбула.
Вибір конструкції був зроблений тодішнім прем'єр-міністром Реджепом Тайіпом Ердоганом після того, як у 2011 році Стамбульська столичний муніципалітет представив проєкт телерадіовежі на пагорбі Чамлиджа Хілл. Будівництво розпочалося наприкінці 2016 року і завершилося через чотири роки, у вересні 2020 року. Однак проєкт був запланований до завершення до кінця 2019 року. Вежа була урочисто відкрита 29 травня 2021 року.
Після введення вежі в експлуатацію інші антени та антенні вежі, такі як телевізійна вежа Чамлиджа ТРТ, були або демонтовані, або знесені.

## Архітектурний дизайн
Вежа спроєктована фірмою Melike Altınışık Architects (MAA), заснованою Меліке Алтинішик після того, як вона покинула Zaha Hadid Architects. Сама будівля є цілісною конструкцією, на створення якої її надихнула квітка тюльпана — символ турків в османський період. Головна вісь вежі містить коріння і стебло тюльпана. Оглядова тераса та поверхи ресторанів нагадують бутон тюльпана, який ще не розпустився.
Панорамні ліфти, що підіймаються з першого поверху на останній, розташовані по обидва боки головної будівлі. Ці ліфти символізують Босфор, який одночасно розділяє та об'єднує азійський та європейський континенти.

## Генеральний підрядник
За результатами відкритих торгів, проведених Міністерством транспорту та інфраструктури Туреччини, будівельний проєкт було реалізовано компанією Saridaglar Construction.
Це був один з рідкісних прискорених проєктів в Туреччині. Через прискорену природу контракту та складність методології будівництва, проєкт зазнав змін у бюджеті та графіку.

## Технічні характеристики конструкції
Вежа побудована з бетону на фундаменті глибиною 18 м (59 футів). На бетонній вежі висотою 203,5 м (668 футів) встановлена сталева щогла висотою 168 м (551 фут) для передачі радіо- і телесигналу. Загальна висота вежі становить 369 м (1211 футів), а її вершина знаходиться на висоті 587 м (1926 футів) над рівнем моря. Це найвища споруда в Стамбулі.
Її поперечний переріз має еліптичну форму з головними осями 13 і 16 м (43 і 52 фути), які зменшуються догори. Висота кожного поверху вежі становить 4,50 м (14,8 футів). Два оглядові майданчики розташовані на 33-му і 34-му поверхах на висоті 366,5 і 371 м (1202 і 1217 футів) від рівня моря. На 39-му і 40-му поверхах на висоті 393,5 і 398 м (1 291 і 1 306 футів) розташовані ресторан і кафетерій. Бібліотеки та виставкові зали розташовані на цокольних поверхах. Вежу обслуговує панорамний ліфт і службовий ліфт.
Вежа Чамлиджа здатна розмістити 100 високоякісних радіопередавачів, які не заважатимуть один одному. Це найперша телерадіовежа у світі, яка може транслювати 100 каналів одночасно.

## Вартість проєкту
У першому тендері, проведеному 31 грудня 2014 року, вартість проєкту була оголошена на рівні 73,1 мільйона доларів США. Однак, у зв'язку зі зміною вимог до будівлі, було проведено 3 нові тендери, і вартість проєкту була остаточно визначена на рівні 121,7 млн доларів США (381,8 млн турецьких лір).